# Andorra en los Juegos Olímpicos de Pekín 2022
Andorra estuvo representada en los Juegos Olímpicos de Pekín 2022 por un total de cinco deportistas que competirán en tres deportes. Responsable del equipo olímpico es el Comité Olímpico Andorrano, así como las federaciones deportivas nacionales de cada deporte con participación.
La portadora de la bandera en la ceremonia de apertura fue la deportista de snowboard Maeva Estevez. El equipo olímpico andorrano no obtuvo ninguna medalla en estos Juegos.